# IPP Trophy 2010
L'IPP Trophy 2010 è un torneo professionistico di tennis maschile giocato sulla terra rossa, che faceva parte dell'ATP Challenger Tour 2010. Si è giocato a Ginevra in Svizzera dal 23 al 29 agosto 2010.

## Partecipanti

### Teste di serie
| Nazionalità | Giocatore            | Ranking* | Testa di serie |
| ----------- | -------------------- | -------- | -------------- |
| Italia      | Paolo Lorenzi        | 104      | 1              |
| Germania    | Julian Reister       | 112      | 2              |
| Spagna      | Pablo Andújar        | 118      | 3              |
| Kazakistan  | Jurij Ščukin         | 124      | 4              |
| Spagna      | Santiago Ventura     | 126      | 5              |
| Spagna      | Albert Ramos Viñolas | 135      | 6              |
| Spagna      | Iván Navarro         | 162      | 7              |
| Francia     | Éric Prodon          | 237      | 8              |

- Ranking al 16 agosto 2010.

### Altri partecipanti
Giocatori che hanno ricevuto una wild card:
- Ilya Belyaev
- Adrien Bossel
- Marko Đoković
- Alexander Sadecky

Giocatori passati dalle qualificazioni:
- Filip Prpic
- Clément Reix
- Alexandre Renard
- Mathieu Rodrigues

## Campioni

### Singolare
Grigor Dimitrov ha vinto il suo primo titolo Challenger in singolare battendo in finale  Pablo Andújar per 6–2, 4–6, 6–4

### Doppio
Gero Kretschmer /  Alex Satschko hanno battuto in finale  Philipp Oswald /  Martin Slanar con il punteggio di 6–3, 4–6, [11–9]